# Justin Baas
Mikel Justin Cagurangan Baas (Thai: จัสติน บาส) (Quezon City, 16 maart 2000) is een Filipijns-Nederlands voetballer die als verdedigende middenvelder speelt.

## Carrière
Justin Baas speelde in de jeugd van SV Always Forward, FC Volendam en AZ. Door gebrek aan perspectief trok hij zich in het seizoen 2016/17 trok hij zich terug naar de amateurs van SV Always Forward en speelde hij eveneens in zijn tussenjaar zaalvoetbal voor de Hoornse zaalvoetbalvereniging HV Veerhuys, waarmee hij uitkwam in de Eredivisie. Hij werd in 2017 aangetrokken door AZ Alkmaar. In het seizoen 2018/19 zat hij enkele wedstrijden op de bank bij Jong AZ, maar debuteerde pas het seizoen erna. Zijn debuut vond plaats op 23 augustus 2019, in de met 1-2 gewonnen uitwedstrijd tegen TOP Oss. Hij kwam in de 90+4e minuut in het veld voor Léon Bergsma.  Baas speelde eveneens twee oefenwedstrijden in de hoofdmacht van het grote AZ, waaronder tegen KV Mechelen. Baas vertrok in 2020 bij de Alkmaarders bij gebrek aan perspectief en speeltijd.
Medio 2020 ging Baas in Thailand voor Ratchaburi Mitr Phol FC spelen. In maart 2021 ging Baas naar het Filipijnse United City FC. Hier speelde hij alleen in de AFC Champions League, omdat de Filipijnse competitie werd afgelast vanwege de coronapandemie. In 2022 speelde hij voor het Maleise Melaka United FC.

### Statistieken
| Seizoen                    | Club                    | Land           | Competitie     | Competitie | Competitie | Beker | Beker | Overig | Overig | Totaal | Totaal |
| Seizoen                    | Club                    | Land           | Competitie     | Wed.       | Dlp.       | Wed.  | Dlp.  | Wed.   | Dlp.   | Wed.   | Dlp.   |
| -------------------------- | ----------------------- | -------------- | -------------- | ---------- | ---------- | ----- | ----- | ------ | ------ | ------ | ------ |
| 2018/19                    | Jong AZ                 | Nederland      | Eerste divisie | 0          | 0          | –     | –     | –      | –      | 0      | 0      |
| 2019/20                    | Jong AZ                 | Nederland      | Eerste divisie | 5          | 0          | –     | –     | –      | –      | 5      | 0      |
| 2020/21                    | Ratchaburi Mitr Phol FC | Thailand       | Thai League 1  | 5          | 0          | 2     | 0     | –      | –      | 7      | 0      |
| 2021                       | United City FC          | Filipijnen     | PFL            | 0          | 0          | 0     | 0     | 5      | 0      | 5      | 0      |
| 2022                       | Melaka United FC        | Maleisië       | MSL            | 14         | 2          | 1     | 0     | –      | –      | 15     | 2      |
| Carrièretotaal             | Carrièretotaal          | Carrièretotaal | Carrièretotaal | 24         | 2          | 3     | 0     | 5      | 0      | 32     | 2      |
| Bijgewerkt op 5 maart 2023 |                         |                |                |            |            |       |       |        |        |        |        |

### Interlandcarrière
Als zoon van een Nederlandse vader kon Baas uitkomen voor de vertegenwoordigende Nederlandse elftallen. Tijdens zijn periode als jeugdspeler bij FC Volendam was Baas jeugdinternational voor Oranje onder 15, waar hij samenspeelde met onder meer Sven Botman, Daishawn Redan, Jurgen Ekkelenkamp en Mitchel Bakker. Nadat hij in 2016 terugkeerde naar de amateurs, werd hij een keer opgeroepen voor een stage bij het Nederlandse jeugdselectie onder 18.
Enkele dagen na zijn debuut voor Jong AZ op 23 augustus 2019 werd Baas opgeroepen voor het Filipijns voetbalelftal voor de WK-kwalificatiewedstrijden tegen Syrië en Guam. Hij debuteerde in de met 1-4 gewonnen uitwedstrijd tegen Guam op 10 september 2019.
| Interlands van Justin Baas voor Filipijnen | Interlands van Justin Baas voor Filipijnen | Interlands van Justin Baas voor Filipijnen | Interlands van Justin Baas voor Filipijnen | Interlands van Justin Baas voor Filipijnen    | Interlands van Justin Baas voor Filipijnen |
| №                                          | Datum                                      | Wedstrijd                                  | Uitslag                                    | Soort wedstrijd                               | Doelpunten                                 |
| Als speler bij AZ                          | Als speler bij AZ                          | Als speler bij AZ                          | Als speler bij AZ                          | Als speler bij AZ                             | Als speler bij AZ                          |
| ------------------------------------------ | ------------------------------------------ | ------------------------------------------ | ------------------------------------------ | --------------------------------------------- | ------------------------------------------ |
| 1.                                         | 10 september 2019                          | Guam − Filipijnen                          | 1 – 4                                      | WK 2022 Kwalificatie                          | 0                                          |
| 2.                                         | 15 oktober 2019                            | Filipijnen − China                         | 0 − 0                                      | WK 2022 Kwalificatie                          | 0                                          |
| 3.                                         | 14 november 2019                           | Maldiven − Filipijnen                      | 1 – 2                                      | WK 2022 Kwalificatie                          | 0                                          |
| 4.                                         | 18 november 2019                           | Syrië − Filipijnen                         | 1 – 0                                      | WK 2022 Kwalificatie                          | 0                                          |
| Als speler bij United City FC              |                                            |                                            |                                            |                                               |                                            |
| 5.                                         | 11 juni 2021                               | Filipijnen − Guam                          | 3 – 0                                      | WK 2022 Kwalificatie                          | 0                                          |
| 6.                                         | 15 juni 2021                               | Filipijnen − Malediven                     | 1 – 1                                      | WK 2022 Kwalificatie                          | 0                                          |
| 7.                                         | 8 december 2021                            | Singapore − Filipijnen                     | 2 – 1                                      | Zuidoost-Aziatisch kampioenschap voetbal 2020 | 0                                          |
| 8.                                         | 11 december 2021                           | Oost-Timor − Filipijnen                    | 0 – 7                                      | Zuidoost-Aziatisch kampioenschap voetbal 2020 | 0                                          |
| 9.                                         | 14 december 2021                           | Filipijnen − Thailand                      | 1 – 2                                      | Zuidoost-Aziatisch kampioenschap voetbal 2020 | 0                                          |
| 10.                                        | 18 december 2021                           | Myanmar − Filipijnen                       | 2 – 3                                      | Zuidoost-Aziatisch kampioenschap voetbal 2020 | 0                                          |
| Als speler bij Melaka United FC            |                                            |                                            |                                            |                                               |                                            |
| 11.                                        | 23 maart 2022                              | Maleisië − Filipijnen                      | 2 – 0                                      | Vriendschappelijk                             | 0                                          |